# Kaštel Lukšić
Kaštel Lukšić (latinsky Castrum Vitturi, italsky Castel Vitturi) je jedno ze 7 měst v souměstí Kaštela a administrativní oblasti ve Splitsko-dalmatské župě v chorvatské Dalmácii.

## Souměstí Kaštela
V konurbaci 7 měst pod souhrnným názvem Kaštela žije více než 40 000 obyvatel a je tak druhým největším městem ve Splitsko-dalmatské župě. Souměstí se vyvinulo kolem původních 7 osad nebo hradů (kaštelů). Rozkládá se na pobřeží Kaštelského zálivu v délce 17 kilometrů od města Trogir na západě po Split na východní straně zálivu:
- Kaštel Gomilica
- Kaštel Kambelovac
- Kaštel Lukšić
- Kaštel Stari
- Kaštel Novi
- Kaštel Sućurac
- Kaštel Štafilić

## Dějiny

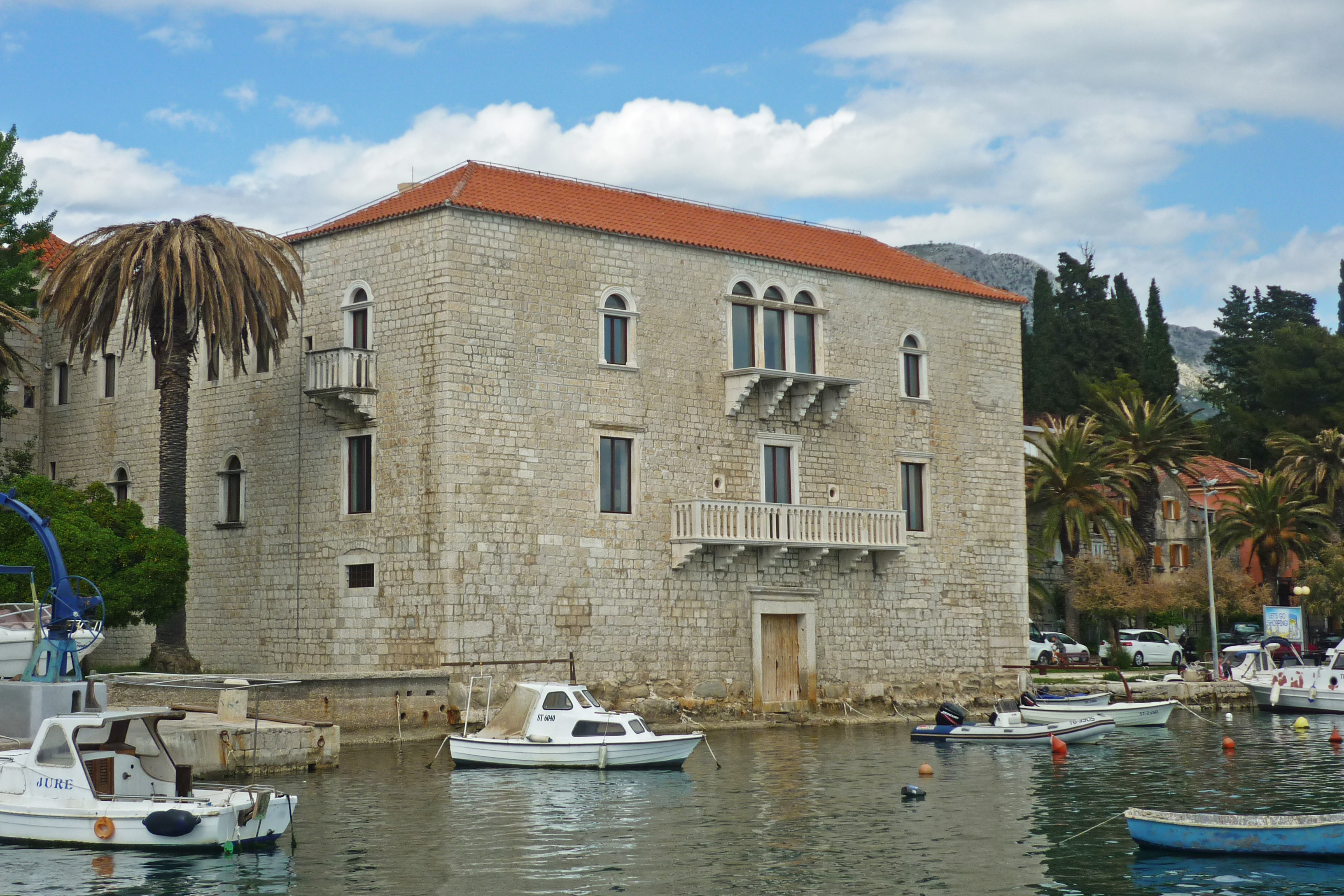
Kaštel Vitturi

Kaštel Lukšić, nazývaný též Kaštel Vitturiů, vznikl jako hrad postavený na konci 15. století aristokratickou rodinou Vitturiů z blízkého Trogiru. Samotný Kaštel Lukšić byl původně renesanční rezidencí s vnitřním dvorem obklopený mořem, později spojený s pevninou. Dnes se zde nachází Městské muzeum Kaštela se stálou expozicí.